# MineStorm
MineStorm est le jeu vidéo proposé avec le Vectrex. Le jeu se trouve directement intégré à la console. Développé par General Consumer Electric. Il s'agit d'un shoot them up semblable à Asteroids sorti en 1982. Voici ses particularités :
- Nombre de boutons utilisés : 3 touches sur 4
- Nombre de joueurs : 1 ou 2
- Nombre de niveaux : 256
- Choix de difficulté : non
- Fonction de pause : non

La version de MineStorm livré avec les premiers Vectrex comporte un bug. Au 13e niveau, le jeu plante. Il était toutefois possible d'avoir gratuitement MineStorm/II en écrivant à la société d'exploitation du Vectrex (GCE aux États-Unis, MB en Europe), qui était simplement une version sans bug du jeu en cartouche (sans boite, sans notice et sans overlay). Dans la mesure où MineStorm/II n'a jamais été commercialisé, ce jeu est considéré comme l'un des jeux vidéo les plus rares,.

## Principe du jeu
Le principe du jeu est simple : détruire les astéroïdes présents à l'écran. Si votre vaisseau entre en collision avec un astéroïde, vous perdez une vie.

## Fonctions des touches
- Joystick : permet de faire pivoter le vaisseau.
- Bouton 1 : aucune fonction
- Bouton 2 : téléporte le vaisseau.
- Bouton 3 : faire avancer le vaisseau.
- Bouton 4 : tirer.

## Vaisseaux et projectiles
- Au premier niveau, il apparaît des vaisseaux en forme de triangle hyperbolique. Ces ennemis n'ont pas de point à atteindre, ils vont donc dans tous les sens mais en suivant une trajectoire droite.
- Au deuxième niveau, ce sont des croix qui apparaissent. Ces ennemis, eux, essaient de vous atteindre. Donc, ils se dirigent constamment vers vous.
- Au 3e niveau, les ennemis deviennent des losanges avec un point au centre. Si vous faites feu sur ces ennemis, ils vous envoient directement un projectile en réponse, qui vous tuera si vous faites collision avec.
- Au 4e niveau. Ce sont des carrés munis d'un même point au centre qui vous attaqueront. Ceux-ci, non seulement, ils vous suivent tels les ennemis du second niveau mais en plus ils vous renvoient aussi un projectile si vous faites feu sur eux.

Une version 3D existe (3D MineStorm).